# Tammin Sursok
Tammin Sursok (Johannesburg, 19 augustus 1983) is een Australische actrice en zangeres. Ze is vooral bekend van de televisieseries Home and Away, The Young and the Restless en Pretty Little Liars.

## Biografie
Sursok is geboren in het Zuid-Afrikaanse Johannesburg. Toen ze vier was, verhuisde haar gezin naar het Australische Sydney. Ze volgde spraak en drama op de middelbare school. In 1999 nam ze een agent onder de arm, en kreeg al meteen bij haar eerste auditie een rol in de soapreeks Home and Away. In 2001 won ze er een Logie Award voor als "meest populair nieuw vrouwelijk talent".
Intussen schreef Sursok liedjes en leerde gitaar spelen. In 2004 verliet ze Home and Away om zich op haar muziekcarrière te richten. Ze tekende bij Sony BMG en nam ze haar debuutalbum, Whatever Will Be, op. De eerste single, Pointless Relationship, behaalde platina in Australië. In 2005 waren er plannen om de single ook in het Verenigd Koninkrijk uit te brengen, maar daar kwam uiteindelijk niets van.
In 2006 verhuisde ze naar Los Angeles om zich opnieuw op haar acteercarrière te concentreren. Datzelfde jaar speelde ze haar eerste kleine rol in de film Aquamarine. Het jaar daarop kreeg ze een belangrijke rol in de soap The Young and the Restless, waarvoor ze in 2008 genomineerd werd voor een Daytime Emmy Award als "uitstekende jongere actrice in een dramareeks". Een jaar later verliet ze de reeks voor nieuwe opportuniteiten.
In 2009 speelde ze een hoofdrol in de televisiemusical Spectacular! van jeugdzender Nickelodeon, en nam ook verschillende nummers op voor de soundtrack van de film. In 2010 speelde ze een hoofdrol in de televisiefilm Flicka 2 en had ze een gastrol in acht afleveringen van de jeugdreeks Hannah Montana. Datzelfde jaar kreeg ze ook een rol in de dramareeks Pretty Little Liars; die ze speelde tot en met het zevende en laatste seizoen in 2017.
Gedurende die tijd vertolkte ze daarnaast hoofdrollen in minder bekende films als Husk, 10 Rules for Sleeping Around, You May Now Kill the Bride en Girlfriends of Christmas Past. In 2011 huwde ze in Italië met de Amerikaanse scenarist en producent Sean McEwen. Samen hebben ze een productiebedrijf opgericht: Charlie Baby Productions. Het koppel heeft twee dochters, geboren in oktober 2013 en januari 2019.
- Biblioteca Nacional de España: XX4975867
- Bibliothèque nationale de France: cb16205800r (data)
- International Standard Name Identifier: 0000 0000 8416 2090
- Library of Congress Control Number: no2010094816
- MusicBrainz: 7acbb674-f8ba-43e2-a716-4e3b4fd16347
- Virtual International Authority File: 120774815
- WorldCat: E39PBJrC9JvGcW7RPJVyWwrpfq